# Nel meraviglioso mondo degli gnomi
Nel meraviglioso mondo degli gnomi (El nuevo mundo de los gnomos) è una serie televisiva a disegni animati spagnola. In Italia andò in onda su Rete 4 all'interno del contenitore Game Boat nel 1998, per poi avere delle repliche successive su Italia 1. La sigla italiana è cantata da Cristina D'Avena.

## Trama
David è uno gnomo avventuriero e coraggioso, che insieme a sua moglie Lisa, suo nipote Tomte e con l'aiuto del mago Millius, compie tante missioni per salvare ogni animale che si trovi in difficoltà. I nemici principali degli gnomi sono i troll, il viola Drool, l'arancione Brut e il verde Stinky, che fanno sempre confusione creando rovina nell'ambiente e che ogni volta verranno alla fine sistemati dai nostri eroi con gli animali appena liberati.

## Personaggi
- David
- Tomte
- Iosis
- Millius
- Socrate
- Lisa
- Harry
- Anna
- Re degli gnomi
- Regina degli gnomi
- Drool
- Brut
- Stinky

## Doppiaggio
| Personaggio | Doppiatore italiano |
| ----------- | ------------------- |
| David       | Pietro Ubaldi       |
| Stinky      | Luca Bottale        |
| Lisa        | Graziella Porta     |
| Brut        | Pino Pirovano       |
| Tomte       | Diego Sabre         |
| Drool       | Sergio Romanò       |
| Millius     | Antonio Paiola      |
| Iosis       | Aldo Stella         |
| Socrate     | Gianfranco Gamba    |

## Episodi
1. I signori della giungla
2. Incendio nella foresta
3. Il canto delle balene
4. Il racconto della tigre
5. Cambiamento radicale
6. Avventura in Amazzonia
7. La palude meravigliosa
8. Gnomi alla riscossa
9. Allarme estinzione
10. La barriera corallina
11. Nemico invisibile
12. Il viaggio incredibile
13. Paladin, cavaliere acquatico
14. Amico fiume
15. La difesa dell'ozono
16. L'attore
17. L'esposizione degli gnomi
18. Un passaggio sicuro per i panda
19. Odissea nel Mediterraneo
20. Spedizione elefante
21. Rimedio australiano
22. Nella grande città
23. L'isola perduta
24. Natale alle Galapagos
25. Oasi nel deserto
26. Le nozze di Tomte e Harmony